# Nikita Panin (1718–1783)
Nikita Iwanowicz Panin (ros. Ники́та Ива́нович Па́нин), (ur. 29 września 1718 w Gdańsku, zm. 11 kwietnia 1783 w Petersburgu) – polityk rosyjski, bliski współpracownik cesarzowej Katarzyny II, minister spraw zagranicznych Rosji w latach 1764–1780, zastępca wielkiego mistrza Wielkiej Loży Prowincjonalnej Iwana Perfiljewicza Jełagina.

## Życiorys
Urodził się w Gdańsku jako syn rosyjskiego gubernatora Parnawy.
W 1740 wstąpił do armii rosyjskiej. W 1747 został ministrem pełnomocnym w Kopenhadze, skąd po kilku miesiącach został przeniesiony do Sztokholmu, gdzie przez następne 12 lat (1747–1759) kierował nieformalnie partią antyfrancuską (tzw. „partia czapek”) w Riksdagu. Po upadku jej wpływów, odwołany.
W 1760 został ochmistrzem dworu carewicza Pawła. W 1762 poparł przewrót pałacowy Katarzyny II. Jako nieformalny kierownik polityki rosyjskiej był twórcą tzw. Systemu Północnego, aliansu: Rosji, Prus, Rzeczypospolitej, Szwecji i Wielkiej Brytanii przeciwko koalicji państw Burbonów i Habsburgów (Francja, Hiszpania, Austria). Był zwolennikiem utrzymania rosyjskiego protektoratu w Polsce i przeciwnikiem jej rozbioru. Zawiązanie konfederacji barskiej i wybuch wojny rosyjsko-tureckiej, zakończone I rozbiorem Polski, przyczyniły się do upadku jego koncepcji politycznych i utraty wpływów na dworze Katarzyny II.
Jego bratankiem był Nikita Pietrowicz Panin (1770–1837).